# Fire Garden
Fire Garden è il quarto album di Steve Vai del 1996 (infatti Alien Love Secrets è considerato un EP).

## Il disco
Fire Garden è diviso in due fasi (phases). La prima comprende tutti i brani da "There's a Fire in the House" a "Fire Garden Suite" ed è completamente strumentale tranne che per due tracce: in "Whookam" si può sentire la voce di Devin Townsend, che aveva già preso parte alla registrazione dell'album Sex & Religion, mentre verso la fine di "Fire Garden Suite" si sente la voce dello stesso Vai. Il resto dell'album presenta il chitarrista come cantante in ogni canzone, esclusa "Warm Regards", che è l'unico pezzo strumentale della seconda "fase".
L'idea iniziale era creare un doppio album, ma al momento di registrarlo Vai decise di inserire tutte le canzoni in un solo disco, grazie al nuovo formato CD da 80 minuti (invece degli standard 74).
"Dyin' Day" venne scritta insieme ad Ozzy Osbourne durante la composizione dell'album Ozzmosis di Ozzy, che venne pubblicato nel 1995. Un'altra canzone composta nello stesso periodo ("My Little Man") compare all'interno di Ozzmosis, sul quale è riportato che è stata scritta con il contributo di Vai.

## Tracce
Tutte le tracce scritte da Steve Vai, eccetto dove indicato.

### Fase 1
1. There's a Fire in the House
2. The Crying Machine
3. Dyin' Day
4. Whookam
5. Blowfish
6. The Mysterious Murder of Christian Tiera's Lover
7. Hand on Heart
8. Bangkok (Benny Andersson, Björn Ulvaeus, Tim Rice)
9. Fire Garden Suite

- Bull Whip
- Pusa Road
- Angel Food
- Taurus Bulba

### Fase 2
1. Deepness
2. Little Alligator
3. All About Eve
4. Aching Hunger
5. Brother
6. Damn You
7. When I Was a Little Boy
8. Genocide
9. Warm Regards

## Formazione
- Steve Vai – voce, chitarra
- Devin Townsend – voce solista (tracce 4, 9)
- John Avila – basso (traccia 2)
- Stuart Hamm – basso (traccia 3)
- Fabrizio Gossi – basso(traccia 14)
- Will Riley – tastiere (traccia 14)
- Chris Frazier – batteria (traccia 1)
- Greg Bissonette – batteria (traccia 2)
- Deen Castronovo – batteria (tracce 3, 5, 7, 11, 12, 15)
- Mike Mangini – batteria (tracce 8, 9)
- Robin DiMaggio – batteria (traccia 14)
- C.C. White –cori (tracce 12, 17)
- Tracee Lewis – cori (tracce 12, 17)
- Miroslava Mendoza Escriba – cori (tracce 12, 17)
- Kimberly Evans – cori (tracce 12, 17)
- John Sombrotto – cori (traccia 17)
- Mark McCrite – cori (traccia 17)
- Jim Altan – cori (traccia 17)
- Julian Vai – parlato (traccia 18)